# 長三度
長三度（ちょうさんど）は全音階で現れる2種類の三度の音程のうちのより広い方である。構成としては楽譜における下の方から長二度と長二度の音程からなる（例: ドとレ、レとミからなるドとミの音程）。「長」の字は2つの三度音程（長三度と短三度）のうちのより広いほうであることを示し、もう一つは短三度と呼ばれる。長三度は4半音の音程であるのに対して短三度は3半音の音程であり、長三度のほうが1半音音程が広い。長三度はM3と略記され、その転回形は短六度である。